# Transaktionssystem
Ein Transaktionssystem ist in der Informatik (genauer in der Datenbanktheorie) ein Teilsystem, das Transaktionen auf einem Datenbestand ausführt. Transaktionen bestehen aus mehreren elementaren Operationen, die aus Sicht eines (End)benutzers zunächst unsichtbar im Hintergrund verlaufen, bevor sie zu einer sichtbaren Einheit zusammengefasst werden. Dies ist dadurch begründet, dass Transaktionsabläufe ihren Datenbestand erst nach ihrer vollständigen (und fehlerfreien) Abarbeitung wieder in einem korrekten Zustand hinterlassen (man spricht dann präziser von einem konsistenten Zustand der Datenbank).

## Beispiel zur Veranschaulichung
Eine Bank verwaltet Konten mit Hilfe einer Datenbank (Transaktionssystem). Sie wickelt täglich viele Tausende von Anfragen (Abhebungen, Einzahlungen, Konteneinrichtungen, Kontenauflösungen, Kreditvergaben; allesamt Transaktionen) ab. Jede dieser Anfragen besteht wiederum aus einer festen Folge von Verarbeitungsschritten (Operationen):
Transaktion „Betrag abheben“
1. Lies das Guthaben des Kontos.
2. Wenn das Guthaben größer als der abzuhebende Betrag ist, dann
3. ziehe vom Guthaben den abzuhebenden Betrag ab,
4. schreibe das neue Guthaben in den Saldo und
5. beende die Transaktion.
6. Ansonsten
7. brich die Transaktion ab.

Die Aufgabe des Transaktionssystemes ist es, möglichst viele Transaktionen möglichst schnell abzuwickeln, ohne dass dabei Fehler auftreten. Das geht am schnellsten, wenn Transaktionen gleichzeitig (nebenläufig) ausgeführt werden. Dabei können jedoch Probleme mit dem Datenbestand auftauchen (Inkonsistenzen), z. B.:
Transaktion 1:  Summiere das Guthaben der Konten Nr. 1–10
Transaktion 2:  Zahle 100,- € auf Konto 7 ein.
Obwohl für die Kontenverwaltung alle Anweisungsteile wichtig sind, sind für das Transaktionssystem deswegen nur diejenigen Operationen von Bedeutung, die den Datenbestand beeinflussen – in diesem Fall also:
- das Lesen (read) aus 1.,
- das Schreiben (write) aus 4.,
- das Beenden (commit) aus 5. und
- das Abbrechen (abort) aus 7.

## Transaktionssystem aus Sicht der BWL
Ein Transaktionssystem ist ein EDV-System zur Bearbeitung von Geschäftsdaten. Anders als Analysesysteme, welche eine entscheidungsorientierte übergeordnete Planungsfunktion wahrnehmen, unterstützt es die zwischenbetrieblichen Datenflüsse.